# 부드리
부드리(프랑스어: Boudry)는 스위스 뇌샤텔주의 지자체이다.

## 역사
부드리는 1278년에 Baudri로 처음 언급되었다.
부드리 주변에는 선사 시대 정착지가 많이 있다. 여기에는 뇌샤텔 호수 유역에 있는 신석기 시대의 수상 가옥, 아브리 봄 뒤포(Abri Baume du Four)의 동굴(신석기 시대부터 라텐 문화 시대까지 점유됨), Vallon de Vers의 할슈타트 문화 고분 및 Les Buchilles의 두 켈트족 마을이 포함된다. 아레제강 옆의 Bel-Air에는 많은 로마 시대 유물과 부르고뉴 묘지가 있다.
중세 시대에 이곳은 부드리 시그뉴리의 수도였다. 14세기까지 퐁아레제와 베르몽댕(Vermondins)의 작은 마을은 시그뉴리의 일부였다. 퐁아레제는 Vy d'Etraz의 로마 도로가 아레제를 가로지르는 다리 근처에 있었고, 베르몽댕은 현대 도시 부드리 근처의 고원에 있었다. 1282년 피에르 드 보마르쿠스는 지라르 데스타바이에에게 관할권을 팔았다. 1313년 그의 아들 롤랭은 뇌샤텔의 루돌프 4세를 백작하기 위해 이 권리를 팔았다. 2년 전, 루돌프 4세는 피에르 데스타바이에에게서 아레제 영지를 탈취했다. 부드리성은 1278년 이전에 뇌샤텔 백작에 의해 지어졌을 것이다. 그래서 1313년의 구매는 이 두 땅을 뇌샤텔 백작의 성지와 함께 통합했다.

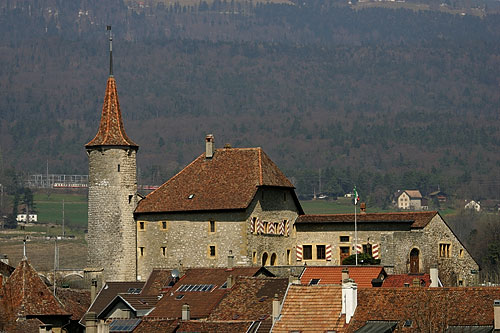
부드리성

성은 종종 뇌샤텔 가문의 딸이나 아내에게 봉건 토지로 주어졌다. 1343년 9월 12일, 루이 백작은 약간의 제한이 있기는 했지만, 뇌샤텔의 법률을 모델로 한 헌장을 도시에 부여했다. 1369년에 그들은 부드리와 코르테이요의 마을에서 운겔(Ungeld) 또는 소비세를 징수할 수 있는 권리를 획득했다. 1373년 뇌샤텔의 루이의 미망인 마르그리트 드 부플랑(Marguerite de Vufflens)이 부드리에서 카스텔란의 직위를 물려받았다. 그러나 시민들과 가족 사이의 거친 관계로 인해 뇌샤텔의 이사벨라는 1379년에 시어머니에게 직위를 양도했다. 부드리의 카스텔란 직위는 1394년과 1394년 사이에 보마르쿠스의 영주인 뇌샤텔의 지라르가 임시로 소유했다. 1413. 그런 다음 뇌샤텔 백작에게 넘어갔다. 카스텔란은 베베(Bévaix)의 인근 수도인 부드리 와 Bôle의 일부에 대한 관할권을 가졌다. 법원은 14명의 판사로 구성되어 있으며, 주지사 또는 그의 성직자가 의장을 맡다. 1832년 이전에는 로슈포르(Rochefort), 베베 및 코르테이요의 민사 법원이 모두 부드리의 관할이었다. 민사 법원은 1832년에 해산되었고, 세 개의 도시는 모두 부드리의 법원 아래에 직접 포함되었다.
중세 시대에 부드리 교구 교회는 마을 북쪽의 퐁아레제에 있었다. 그 당시 교구는 코르테이요, 부드리, Bôle, 로슈포르 및 Brot의 일부로 구성되었으며, 북쪽으로는 부르고뉴 카운티와의 경계까지 뻗어 있었다. 발표 권 ( 임용 이 법률을 위반할 경우에만 거부될 수 있는 공직 후보자를 발표할 수 있는 권한)은 로잔 대성당 지부가 보유했다. 1534 년 개신교 종교개혁 당시 본당 사제 클로드 고티에(Claude Gauthier)는 부드리 로마 가톨릭을 유지했고 주변 본당은 개혁 신앙으로 개종했다. 폰타레우스에 있는 교회는 공유 교회가 되었다. 따라서 몇 년 동안 두 교단에 봉사했다. 이 교회의 유적은 1815년에도 여전히 볼 수 있었지만 이후 사라졌다. 17세기 초에 로슈포르와 Bole의 거주자들에게는 그들의 교회를 특별히 감독하는 집사가 있었다. 1645~47년에 개혁 교회가 시내 중심에 세워졌다. 개혁파 교구에는 도시의 주민들만 포함되었다. 1832년에 교구는 아레제에 의해 흡수되었다.
부드리 시 커뮤니티는 16세기에 많은 권리를 얻었다. 1510년에 그들은 시청을 짓는 것이 허용되었고, 1513년에는 방앗간을 지었다. 1523년에 공동체는 그들의 공유지를 임대할 수 있는 허가를 받았고, 1526년에는 성벽 밖에 집을 지을 수 있는 권리가 뒤따랐다. 1540년부터 그들은 시의 토지를 관리하는 두 명의 시장을 임명하는 것이 허용되었다. 그들은 1548년에 시계탑을 건설할 수 있었다. 다양한 구매를 통해 지역 사회는 Champ-du-Moulin에 대한 상당한 권리를 획득했다. 벽, 다리의 문, 시청의 유지 보수는 부드리와 코르테이요가 함께 관리하는 기금에서 지불되었다. 자금은 코르테이요의 주민들만 지불하는 특별 세금(Eminem de la porte)에서 나왔다. 이 세금은 1813년 폐지될 때까지 두 지역 사회 사이에 많은 갈등을 일으켰다. 18세기 과정에서 지자체의 회원 자격은 폐쇄되었다. 시민 또는 영주권자(소위 부르주아 비 공동체) 계층의 구성원만이 시립 공동체에 가입할 수 있었으며, 승인되지 않았다.
부드리는 1848년에 지역 수도가 되었다.

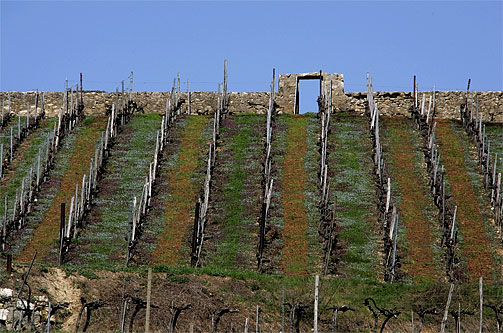
부드리 교외 포도밭

18세기에 부드리는 3개의 공장을 설립하면서 산업화되었다. Vauvilliers(1742년 이전부터 1874년까지), Les Iles(1727년에서 1844년까지) 및 Grand Champ(1761년에서 1841년까지). 공장 건물은 나중에 다양한 산업 분야에서 사용되었다. 예를 들어 Vauvilliers 공장 건물은 밀짚 모자 공장이 되었다. 부드리의 시계 공장은 1944년 배터리 공장으로 대체되었다. 1958년에 마을에 대규모 공작 기계 공장이 문을 열었다. 부드리의 다른 사업에는 2차 세계 대전 중에 정점에 도달한 La Baconnière 출판사가 있다. 페룩스에서는 만성 질환자를 위한 연방 병원이 1894년에 문을 열었고, 나중에 정신 병원으로 개조되었다. 마을 주변 마을에는 농업 및 포도 재배가 활발히 이뤄지고 있다. 자체 와인 저장고가 있는 여러 와이너리, 와인 시음 저장고(1980) 및 와인 박물관(1986)이 있다.

## 지리

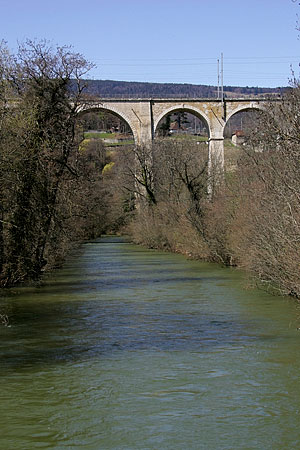
부드리 근처의 아루세강을 건너는 철교

부드리의 면적은 2009년 기준으로 16.8k㎡이다. 이 면적 중 3.86k㎡ (23.0%)가 농업 목적으로 사용되는 반면 10.63k㎡ (63.4%)는 산림이다. 나머지 토지 중 2.01k㎡ (12.0%)가 정착(건물 또는 도로), 0.15k㎡ (0.9%)가 강 또는 호수이고 0.09k㎡ (0.5%)는 비생산적인 토지이다.
건축면적 중 공업용 건물이 전체 면적의 1.4%, 주택과 건물이 5.5%, 교통 기반 시설이 3.6%를 차지했다. 숲이 우거진 토지 중 전체 토지의 62.2%는 숲이 우거져 있고 1.2%는 과수원이나 작은 나무 군락으로 덮여 있다. 농경지 중 13.8%는 농작물 재배에 사용되며, 4.2%는 목초지이며, 5.0%는 과수원이나 덩굴 작물에 사용된다. 시정촌의 모든 물은 흐르는 물이다.
지자체는 2018년 1월 1일에 구역 수준이 제거될 때까지 부드리 구역의 수도였다. 아루세 계곡의 샹두물랭과 함께 아루세, 트로이스로드, 페룩스 등의 정착촌과 아루세 협곡의 작은 시장 마을로 구성되어 있다.
베베, 부드리 및 코르테이요의 지자체의 제안된 합병은 주민들에 의해 거부되었다.

## 인구통계

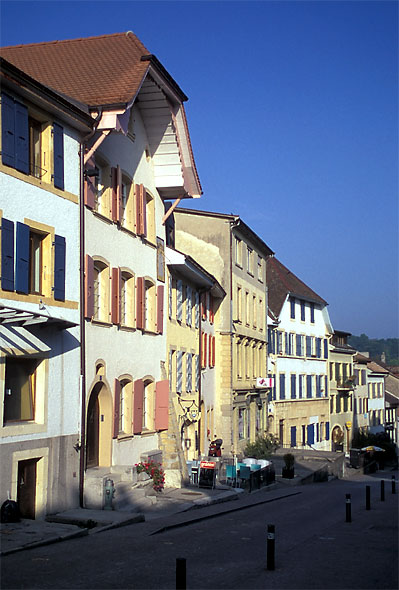
부드리 구시가의 주택

2020년 12월 기준, 부드리의 인구는 6,193명이다. 2008년 기준으로 인구의 22.3%가 거주 외국인이다. 2000년부터 2010년까지 지난 10년 동안 인구는 -3.3%의 비율로 변화했다. 이주로 인해 -8.7%의 비율로, 출생과 사망으로 인해 3.3%의 비율로 변경되었다.
2000년 기준, 대부분의 인구인 4,593명(86.5%)이 프랑스어를 모국어로 사용하고, 독일어가 224명(4.2%)으로 두 번째로 많이 사용하고, 이탈리아어가 159명(3.0%)으로 세 번째로 사용된다.
2008년 기준으로 인구는 남성 48.5%, 여성 51.5%이다. 인구는 1,794명의 스위스 남성(인구의 36.0%)과 625명(12.5%)의 비스위스계 남성으로 구성되었다. 스위스 여성은 2,072명(41.5%), 비스위스계 여성은 496명(9.9%)이었다. 지자체의 인구 중 1,149명(21.6%)가 부드리에서 태어나 2000년에 그곳에 살았다. 같은 주에서 태어난 1,656명(31.2%)가 있었고, 1,054명(19.8%)이 스위스 다른 곳에서 태어났다. 1,169명(22.0%)이 스위스 이외의 지역에서 태어났다.
2000년 기준으로 아동·청소년(0~19세)이 24%, 성인(20~64세)이 63.1%, 노인(64세 이상)이 12.9%를 차지한다.
2000년 기준으로 시정촌에 미혼이거나, 독신인 사람은 2,224명이다. 기혼자는 2,481명, 미망인은 262명, 이혼한 사람은 344명이었다.
2000년 기준으로 시정촌의 개인가구는 2,156세대로 가구당 평균 2.3명이다. 1인 가구는 711가구, 5인 이상 가구는 111가구였다. 2000 년에는 총 2,101채(전체의 90.6%)가 상설 임대되었고, 161채(6.9%)가 계절적 임대, 58채(2.5%)가 비어 있었다. 2009년 기준 신규주택 건설률은 인구 1,000명당 1.2세대였다. 2010년 시정촌 공실률은 0.46%였다.
역사적 인구는 다음 차트에 나와 있다.

## 국가중요문화재

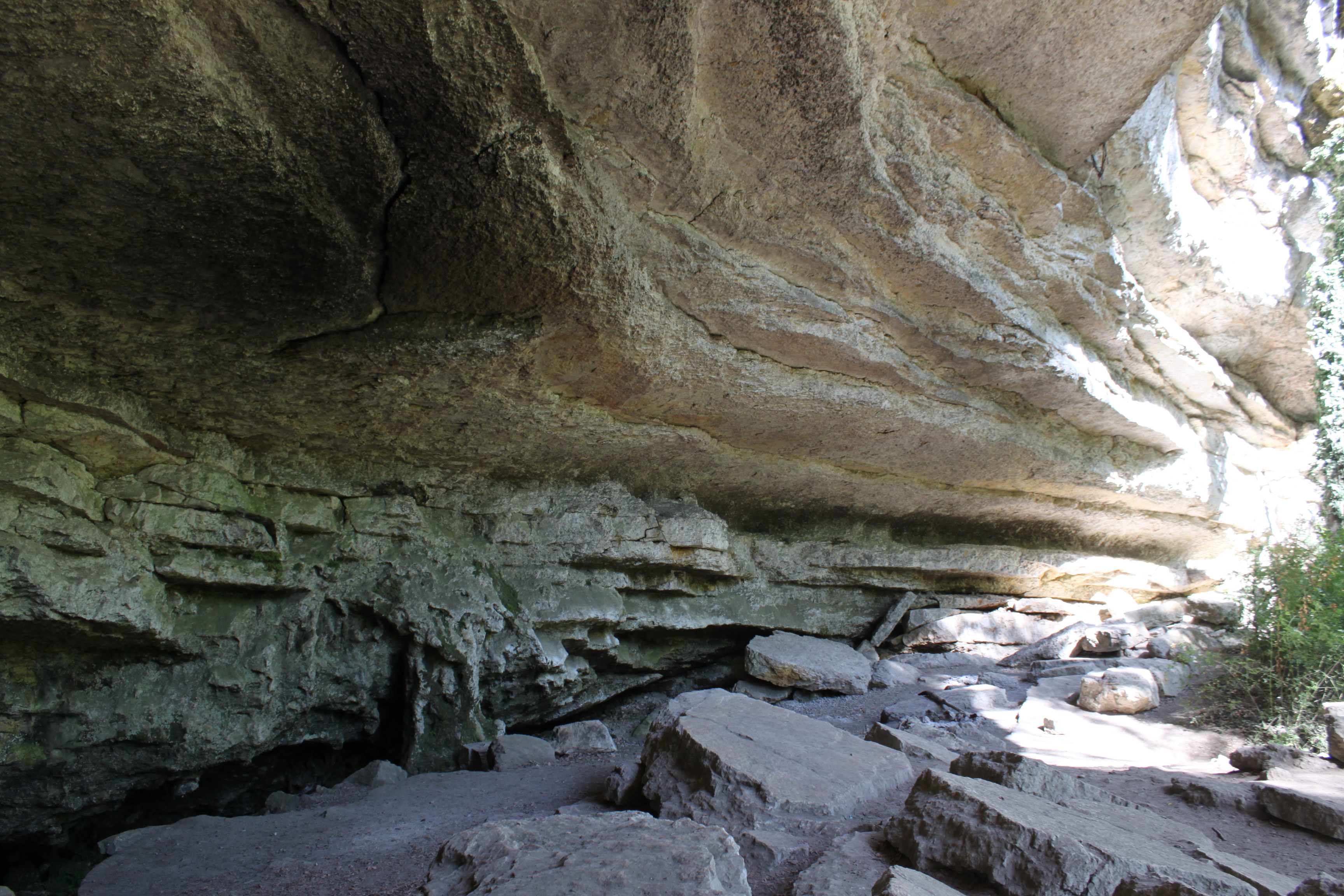
라봄뒤포

라봄 뒤포(La Baume Du Four)의 선사 시대 정착지는 국가적으로 중요한 스위스 문화유산으로 등록되어 있다. 부드리 시 전체와 아레제, Grandchamp 및 Trois Rods 지역은 스위스 유산 목록의 일부이다.

## 정치
2007년 연방 선거에서 가장 인기 있는 정당은 26.12%의 득표율을 얻은 SP였다. 그 다음으로 가장 인기 있는 3개 정당은 SVP (24.45%), LPS 정당 (14.14%), FDP (11.99%)였다. 이번 연방 총선에서는 총 1,450표가 투표율 46.6%를 기록했다.

## 경제
2010년 현재 부드리의 실업률은 5.8%이다. 2008년 기준으로 1차 경제 부문에 57명이 고용되어 있으며, 이 부문에 약 17개 기업이 참여하고 있다. 1,230명이 2차 부문에 고용되었고, 이 부문에 70개의 기업이 있었다. 1,572명이 3차 부문에 고용되었으며, 이 부문에는 136개의 기업이 있다. 시정촌 주민은 2,714명으로 일정 정도 고용되었으며, 그중 여성이 전체 노동력의 44.0%를 차지하였다.
2008년에 정규직에 해당하는 총 일자리 수는 2,426개였다. 1차 부문의 일자리 수는 41개였으며, 그중 36개는 농업에, 5개는 임업 또는 목재 생산에 종사했다. 2차산업의 일자리 수는 1,159개로 그 중 제조업이 869개(75.0%), 건설업이 273개(23.6%)였다. 3차 부문의 일자리는 1,226개였다. 3차 부문에서; 224(18.3%)는 도소매 또는 자동차 수리업, 77개(6.3%)) 및 상품 이동 및 보관업, 34개(2.8%) 호텔 또는 레스토랑, 3개(0.2%) 정보 산업), 15개(1.2%)가 보험 또는 금융 산업, 133개(10.8%)가 기술 전문가 또는 과학자, 26개(2.1%)가 교육, 460개(37.5%)가 의료 분야였다.
2000년 기준 자치단체로 통근하는 근로자는 1,626명, 출퇴근자는 1,913명이었다. 지자체는 근로자의 순수출 지자체로, 1명이 전입할 때 약 1.2명의 근로자가 지자체를 떠나고 있다. 부드리에 들어오는 인력의 약 1.2%가 스위스 외부에서 온다. 근로 인구의 18.4%가 대중교통을 이용하여 출퇴근하고 63.7%가 자가용을 이용하였다.

## 종교

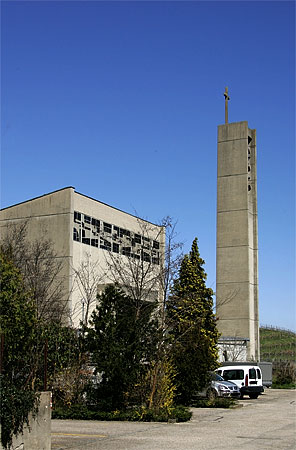
부드리의 신규 가톨릭 교회

2000년 인구 조사에서 로마 가톨릭 신자는 1,664명(31.3%)이었고, 스위스 개혁 교회는 2,102명(39.6%) 이었다. 나머지 인구 중 정교회 교인은 21명(인구의 약 0.40%), 크리스찬 가톨릭 교회 교인은 12명(인구의 약 0.23%)이었다. 다른 기독교 교회에 속한 개인은 314명(또는 인구의 약 5.91%)이었다. 유대인 7명(인구의 약 0.13%)과 이슬람교인 77명(인구의 약 1.45%)이 있었다. 불교는 3명이 있었다. 그리고 다른 교회에 속한 6인이 있었다. 1,026명(인구의 약 19.32%)이 교회에 속하지 않고 불가지론자 또는 무신론자이며, 232명(인구의 약 4.37%)이 질문에 대답하지 않았다.

## 교육
부드리에서는 인구의 약 1,963명(37.0%)이 필수가 아닌 고등교육을 이수했으며, 665명(12.5%)이 추가 고등 교육(대학 또는 응용학문대학)을 마쳤다. 고등 교육을 마친 665명 중 52.9%가 스위스 남성, 26.2%가 스위스 여성, 11.7%가 비스위스계 남성, 9.2%가 비스위스계 여성이었다.
뇌샤텔주의 대부분의 지자체는 2년의 비필수 유치원을 제공 하고 5년의 의무 초등 교육을 제공한다. 다음 4년 동안의 의무 중등 교육은 13개의 대형 중등학교에서 제공되며, 많은 학생들이 이 학교에 다니기 위해 거주하는 지자체를 여행한다. 2010-11학년도 동안 부드리에는 총 100명의 학생이 있는 5개의 유치원 수업이 있었다. 같은 해에 총 282명의 학생이 있는 15개의 초등학교가 있었다.
2000년 기준으로, 부드리에는 다른 지자체에서 온 66명의 학생이 있었고, 416명은 지자체 외부 학교에 다녔다.

## 교통
부드리는 교통이 매우 발달되어 있다. 이곳에는 뇌샤텔에서 이베르동까지 주요 도로 5번 노상에 있다. 지역 우회로는 1960년에 건설되었다. 2005년 5월 A5 고속도로 (Neuchâtel-Yverdon)의 개통은 도시의 대중 교통을 효과적으로 완화시켰다.
1859년 11월 7일, 이베르동-뇌샤텔 철도 노선이 아루즈 계곡과 메르다송 계곡 사이 평야의 부드리역과 함께 개통되었다. 1892년에 개통한 뇌샤텔 트램의 5번 노선은 부드리에서 두 정거장, 아루즈에서 한 정거장이다. 부드리에서 생토방소쥬(Saint-Aubin-Sauges)까지 운행하는 버스 노선과 2개의 지역 노선(Boudry-Perreux 및 아루즈-코르테이요)은 대중교통을 효율적으로 분산한다.